# جسیکا لینچ
جسیکا داون لینچ (زاده ۲۶ آوریل ۱۹۸۳ در فلسطین، ویرجینیای غربی) سرباز درجه یک ارتش ایالات متحده آمریکا است، که در واحد تعمیر و نگهداری ۵۰۷ خدمت می کرد. در ۲۳ مارس ۲۰۰۳ در جریان عملیات اشغال عراق در پی کمین کاروان ارتش از سوی دسته ای از ارتش عراق جسیکا به اسارت ارتش عراق در آمد. آزاد کردن او در جریان یک عملیات نظامی که در اول آوریل فیلمبرداری شد، اولین جنجال و بحث قلمی را به همراه داشت، ارتش آمریکا می دانست که سربازان عراقی چند روز قبل از آن این بخش را تخلیه کرده اند و این عملیات آزادی بخش را برای مقاصد تبلیغاتی برگزار کردند.
بر اساس ماجرای زندگی وی فیلمی به نام نجات جسیکا لینچ ساخته شد. نقش وی در این فیلم را لاورا ریگان ایفا کرده است.